# 类 (哲学)
类（class）是共有某种特定属性的对象的汇集。这种共同属性叫作“类的定义特征”（class-defining characteristic）。举例来说，所有人的类就是所有具有“是人”这个特征的事物的集合，属性“是人”就是这个类的定义特征。类的定义特征不一定是“简单”的属性，任何一个属性都可以确定一个类。比如“左撇子、有红头发并且是学生”这个复杂属性就确定了一个类——所有是左撇子、有红头发的学生的类。
所有的类都有一个相应的补类，或简称补（complement），即不属于原来的类的所有东西的汇集。比如，所有人的类的补就是所有不是人的东西组成的类。该类的定义特征是不是人这样一个（否定的）属性。所有人的类的补包括除人之外的所有东西：鞋子、轮船、苹果等等，但不包括国王，因为国王是人。把所有人的类的补称为“非人的类”更简洁一些，词项S所指称的类的补则由词项非S指称，因而可以说词项非S就是词项S的补。
哲学家有时将类与类型（type）区分开来。虽然两者都被视为抽象的对象，但类通常不被视为共相（universal），而类型通常被视为。
类的概念类似于由其成员定义的集合的概念。类是外延的。然而，如果集合是内涵定义的，那么它就是满足某些成为其成员的条件的集合。因此，这样的集合可以被视为创建了一种类型。要注意的是，它还从内涵性集合的外延创建了一个类。类型总是有对应的类（尽管该类可能没有成员），但类不一定有对应的类型。

## 引用
1. ↑  . Routledge. 2019: 165–166. ISBN 978-1-315-14401-6.